# Rodrigo Muniz
Rodrigo Muniz Carvalho (São Domingos do Prata, 4 mei 2001) is een Braziliaans voetballer die doorgaans speelt als spits. In augustus 2021 verruilde hij Flamengo voor Fulham.

## Clubcarrière

### Desportivo Brasil
Muniz begon met voetballen bij Desportivo Brasil, waardoor hij tussen 2016 en 2018, op zijn veertiende, verhuisde bij zijn ouders. In het begin had Muniz moeite met de nieuwe omgeving, maar met hulp van zijn moeder overkwam hij dat. Hij was topscorer in 2016 met 34 goals in alle competitie. Een jaar later werd hij met 25 goals opnieuw topscorer. Jaren nadat hij Desportivo Brasil verlaten had, werd hij toegevoegd aan de Hall of Fame van de club.

### Flamengo
Op 20 januari 2018 vertrok Muniz op 16-jarige leeftijd naar Flamengo. In de eerste twee jaar speelde hij daar enkel in het jeugdteam, waar hij vijf prijzen mee won. In 2019 tekende hij zijn eerste professionele contract. Hij maakte op 18 januari 2020 in de Campeonato Carioca tegen Macaé zijn debuut in het profvoetbal en scoorde een week later tegen Volta Redonda zijn eerste doelpunt. Hij werd vervolgens de tweede helft van 2020 uitgeleend aan Coritiba, waar hij eenmaal scoorde in zes wedstrijden. Terug bij Flamengo maakte hij op 5 december ook in de Série A tegen Botafogo zijn debuut. Onder trainer Rogério Ceni kreeg Muniz in 2021 meer speeltijd. In alle competities kwam hij dat seizoen tot 25 wedstrijden, waarin hij negen goals scoorde. 

### Fulham
Op 13 augustus 2021 waren Flamengo en Fulham akkoord voor een bedrag van 8 miljoen euro voor de spits, waarbij Flamengo een doorverkooppercentage van 20 procent bedongen. Een week later werd de transfer officieel aangekondigd. Hij maakte op 11 september in de Championship zijn debuut tegen Blackpool. Op 18 september scoorde hij tegen Reading zijn eerste doelpunt. Toch was hij in zijn eerste seizoen reservespits achter Aleksandar Mitrović, die dat seizoen liefst 43 doelpunten maakte in de competitie. Toch zou hij nog tweemaal twee keer scoren in één wedstrijd dat seizoen, tegen Blackburn Rovers en Stoke City. Met vijf goals in 25 wedstrijden had hij daardoor een bescheiden aandeel in de promotie naar de Premier League.

#### Middlesbrough
Op 21 augustus 2022 werd Muniz voor één seizoen verhuurd aan Championship-club Middlesbrough, waar hij ging spelen met rugnummer negen. Hij maakte zes dagen later tegen Swansea City zijn debuut voor de club. Een wedstrijd later scoorde hij tegen Watford zijn eerste doelpunt voor de club. Twee weken later scoorde hij tegen Cardiff City opnieuw. Echter, onder nieuwe manager Michael Carrick belandde hij daarna op de bank. Na 17 december zou hij nog maar één keer in actie komen voor de club, waarna hij terugkeerde bij Fulham.

#### Terug bij Fulham
In het seizoen 2023/24 streed Muniz met Raúl Jiménez en Carlos Vinícius om de positie van eerste spits, nadat Mitrović verkocht werd. Gedrieën scoorden ze weinig in de eerste vier maanden: Muniz scoorde in de eerste seizoenshelft alleen in de EFL Cup tegen Ipswich Town. Tussen februari en maart 2024 raakte Muniz echter op stoom en scoorde hij acht keer in acht wedstrijden, waaronder twee goals tegen AFC Bournemouth (3-1) en Tottenham Hotspur (3-0). Hij werd dan ook beloond met de prijs voor Premier League Speler van de Maand voor maart, waarmee hij de eerste Fulham-speler in veertien jaar werd die de prijs in ontvangst mocht nemen. Tegen Sheffield United op 30 maart scoorde hij bovendien uit een omhaal, wat de prijs voor Fulham's Doelpunt van het Seizoen opleverde. Hij eindigde dat seizoen met tien goals in alle competities.
Op 26 december 2024 scoorde Muniz in de blessuretijd de winnende 2-1 tegen West-Londen-rivaal Chelsea. Dat was de eerste overwinning in Stamford Bridge sinds 1979 en bovendien de derde treffer van het seizoen voor Muniz. Hij verbeterde zijn persoonlijk record door dat seizoen elf keer te scoren in alle competities. 

## Clubstatistieken
| Seizoen | Club            | Competitie     | Competitie | Competitie | Beker | Beker | Overig | Overig | Totaal | Totaal |
| Seizoen | Club            | Competitie     | Wed.       | Dlp.       | Wed.  | Dlp.  | Wed.   | Dlp.   | Wed.   | Dlp.   |
| ------- | --------------- | -------------- | ---------- | ---------- | ----- | ----- | ------ | ------ | ------ | ------ |
| 2019/20 | Flamengo        | Série A        | 4          | 0          | 0     | 0     | 3      | 1      | 7      | 1      |
| 2019/20 | → Coritiba      | Série A        | 6          | 1          | 0     | 0     | —      | —      | 6      | 1      |
| 2020/21 | Flamengo        | Série A        | 9          | 3          | 2     | 1     | 14     | 5      | 25     | 9      |
| 2021/20 | Fulham          | Championship   | 25         | 5          | 3     | 0     | —      | —      | 28     | 5      |
| 2022/23 | → Middlesbrough | Championship   | 17         | 2          | 0     | 0     | —      | —      | 17     | 2      |
| 2023/24 | Fulham          | Premier League | 26         | 9          | 7     | 1     | —      | —      | 33     | 10     |
| 2024/25 | Fulham          | Premier League | 31         | 8          | 5     | 3     | —      | —      | 36     | 11     |
| 2025/26 | Fulham          | Premier League | 1          | 1          | 0     | 0     | —      | —      | 1      | 1      |
|         |                 |                | 119        | 29         | 17    | 5     | 17     | 6      | 153    | 40     |

Bijgewerkt op 20 augustus 2025.

## Erelijst
| Competitie                    | Aantal   | Jaren    |
| Flamengo                      | Flamengo | Flamengo |
| ----------------------------- | -------- | -------- |
| Campeonato Brasileiro Série A | 1x       | 2019/20  |
| Fulham                        |          |          |
| Championship                  | 1x       | 2021/22  |

1 Leno ·
2 Tete ·
3 Bassey ·
5 Andersen ·
6 Reed ·
7 Jiménez ·
8 Wilson ·
9 Muniz ·
10 Cairney  ·
11 Traoré ·
12 Vinícius ·
15 Cuenca ·
16 Berge ·
17 Iwobi ·
18 Pereira ·
19 Nelson ·
20 Lukić ·
21 Castagne ·
22 Willian ·
23 Benda ·
30 Sessegnon ·
31 Diop ·
32 Smith Rowe ·
33 Robinson ·
Coach: Silva
· Assistent-coach: Santos